# San Tirso (Candamo)
San Tirso (San Tisu en asturiano y oficialmente) es una parroquia del concejo de Candamo, en el Principado de Asturias (España). Alberga una población de 153 habitantes (INE 2011) en 94 viviendas. Ocupa una extensión de 7,59 km².
Está situada en el área occidental del concejo, en la margen izquierda del río Nalón. Limita al norte con la parroquia de Fenolleda; al noreste con la de San Román; al este con la de Aces; al sur con la de Prahúa; al suroeste con el concejo de Salas, concretamente con la parroquia de San Justo de Las Dorigas; y al oeste con el concejo de Pravia, con la parroquia de Quinzanas y con la de Pronga al noroeste.
De la arquitectura de la parroquia, cabe destacar la iglesia parroquial dedicada a San Tirso, que data del siglo XVIII, levantada en un lugar que ancestralmente ocupaba un monasterio románico. Destaca también la Casa de los Cuervo, edificio rectangular rodeado por varios hórreos, palomar y capilla; o la de los Casares, con dos pisos y balcones de hierro forjado y blasón en fachada.

## Poblaciones
Según el nomenclátor de 2009 la parroquia está formada por las poblaciones de:
- Otero (L'Outeiru en asturiano) (aldea): 33 habitantes.
- San Tirso (San Tisu) (lugar): 17 habitantes. Se divide en dos barrios, Cerecedo (Zreiceo) y La Quintana, separados por el arroyo que surge en la cueva del Ribón.
- Villa (aldea): 103 habitantes.
- La Casería (La Casiria), comprende las primeras casas del pueblo de La Mortera, que pertenecen a la parroquia de San Tirso.